# 上戸町病院
上戸町病院（かみとまちびょういん）は、社会医療法人健友会が長崎県長崎市に設置する病院。

## 概要
社会医療法人健友会の拠点病院であり、その他に同法人は4医科診療所、1介護施設、1訪問看護ステーションを設置している。法人の草創期から被爆者を診療してきた経験から、「核兵器・戦争は、人権や倫理の対極にある」との理念を持ち反戦・反核の平和運動も展開している。全日本民主医療機関連合会（民医連）に加盟。
救急告示病院、厚生労働省指定基幹型臨床研修指定病院認定、NPO法人卒後臨床研修評価機構 (JCEP)認定病院。公益財団法人日本医療機能評価機構認定病院で、病院評価結果は（3rdG:Ver.1.1（2回目、2017年7月7日認定、2022年5月17日認定有効期限）。

## 沿革
(この節の出典)
- 1982年12月：健友会上戸町病院開設（50床・入院のみ）
- 1983年7月：104床オープン
- 1984年4月：外来オープン、6月リハビリ室開設
- 1984年5月：医師卒後研修受入開始
- 1991年5月：通所リハビリテーション開始
- 1991年6月：雲仙普賢岳災害救援健診活動～94年
- 1992年9月：救急告示病院に指定
- 1995年1月：阪神大震災支援
- 1995年4月：人工透析室開設
- 2000年5月：リハビリ総合承認施設取得
- 2002年5月：病棟リニューアル回復期リハビリテーション病棟開設（24床）
- 2002年10月：デイサービス開所
- 2006年6月：地域連携室開設
- 2007年2月：電子カルテ運用開始
- 2007年3月：デイサービスを戸町ふくし村に移設
- 2008年 7月：病棟リニューアル 7対1看護体制60床 回復期44床
- 2008年12月：厚生労働省医師臨床研修指定病院に認定
- 2009年4月：初期臨床研修受入開始
- 2009年9月：無料低額診療事業開始
- 2011年3月：東日本大震災支援
- 2011年4月：社会医療法人認可
- 2012年5月：卒後臨床研修評価機構認定、日本医療機能評価機構認定
- 2016年6月：病棟リニューアル 10対1看護体制51床 地域包括ケア病床9床 回復期44床

## 診療科
(この節の出典)
- 内科
- 神経内科
- 外科
- 整形外科
- リウマチ科
- リハビリテーション科
- 放射線科
- 麻酔科
- 呼吸器科
- 消化器科
- 循環器科
- こう門科

## 医療機関の認定
(この節の出典)
- 保険医療機関
- 労災保険指定医療機関
- 指定自立支援医療機関（更生医療）
- 身体障害者福祉法指定医の配置されている医療機関
- 生活保護法指定医療機関（中国残留邦人等支援法に基づく指定医療機関を含む）
- 結核指定医療機関
- 指定小児慢性特定疾病医療機関
- 難病の患者に対する医療等に関する法律に基づく指定医療機関
- 戦傷病者特別援護法指定医療機関
- 原子爆弾被害者医療指定医療機関
- 原子爆弾被害者一般疾病医療取扱医療機関
- 公害医療機関
- 臨床研修病院
- 在宅療養支援病院
- 無料低額診療事業実施医療機関

## 差額ベッド料について
病院の理念により、差額ベッド料（個室料）を徴収していない。

## 交通アクセス
- 長崎バス「上戸町」停留所下車、徒歩1分